# باي غدار
باي غدار (بالفارسية: پای گدار) هي قرية تقع في قسم كاخك الريفي (مقاطعة غناباد) في إيران. يقدر عدد سكانها بـ 46 نسمة .